# Atletika na Letních olympijských hrách 1976 – 400 metrů muži
 Běh na 400 metrů mužů na Letních olympijských hrách 1976 se uskutečnil ve dnech 26., 28. a 29. července  na Olympijském stadionu v Montrealu. Vítězem se stal reprezentant Kuby Alberto Juantorena a získal druhou zlatou medaili na těchto hrách. Stříbrnou medaili získal Američan Fred Newhouse a bronz jeho krajan Herman Frazier.

## Výsledky finálového běhu
| *                | jméno              | země                   | čas   |
| ---------------- | ------------------ | ---------------------- | ----- |
| Zlatá medaile    | Alberto Juantorena | Kuba                   | 44,26 |
| Stříbrná medaile | Fred Newhouse      | Spojené státy americké | 44,40 |
| Bronzová medaile | Herman Frazier     | Spojené státy americké | 44,95 |
| 4                | Fons Brijdenbach   | Belgie                 | 45,04 |
| 5                | Maxie Parks        | Spojené státy americké | 45,24 |
| 6                | Rick Mitchell      | Austrálie              | 45,40 |
| 7                | David Jenkins      | Velká Británie         | 45,57 |
| 8                | Jan Werner         | Polsko                 | 45,63 |